# Лула (нефтяное месторождение)
Лула, прежние название — Тупи — крупное нефтегазовое месторождение в Бразилии. Расположено в Атлантическом океане в 330 км к юго-востоку от г. Сан-Паулу.
Месторождение Тупи переименована в Лула, в честь президента страны Луиса Инасиу Лулы да Силвы.
Лула (Тупи) открыта в октябре 2006 году разведочной скважиной 1-RJS-652. Йара открыта в сентябре 2008 году разведочной скважиной 1-BRSA-618-RJS.
Лула (Тупи) относится бассейну Сантус. Нефтеносность связана с отложениям каменноугольного возраста. Глубина моря на блоке 2,1 км. Залежи на глубине 5,1-5,3.
Лула (Тупи) состоит из 2 частей: на севере Йара, на юге собственно Тупи.
Начальные запасы нефти блока BM-S-11 2,1 млрд тонн, из них Лула (Тупи) — 1,4, а Йара — 0,7. Плотность нефти 0,876-0,887 г/куб.см. Она содержит маловязкую среднюю нефть со значительным количеством парафина; растворённый газ содержит до 18 % СО2.
Оператором месторождение является бразильская нефтяная компания Petrobras — 65 %, а BG Group — 25 %, Petrogal — 10 %.
К 2020 году планируется добывать 500 тыс. баррелей в день.